# Dunasziget
Dunasziget (németül: Milchdorf, horvátul: Širpienja, Sigete) község Győr-Moson-Sopron vármegyében, a Mosonmagyaróvári járásban.

## Fekvése
A felső Szigetközben fekszik, Mosonmagyaróvártól 15 kilométer, Halászi és Dunakiliti szomszédságában. Több, a Duna túlsó partján fekvő település külterületi részeiből alakult ki a 20. században; központja az egykori Sérfenyősziget, további különálló településrészei: Doborgazsziget, Cikolasziget és Galambos. Az 1954-es nagy szigetközi árvíz idején minden községrész lakosságát ki kellett telepíteni, ezután a települést gyakorlatilag teljesen újraépítették. A Nagy-Dunán bevezetett vízpótló rendszer ma lényegében állandó vízállást biztosít.

### Megközelítése
A vízitúra-útvonalakat leszámítva csak közúton közelíthető meg, az 1407-es úton (az északi szigetközi „főúton”), Halászi vagy Dunakiliti érintésével. Az út a község kisebb-nagyobb mértékben mind a négy említett településrészt érinti.

## Története
A mai Dunasziget község területe a trianoni békeszerződésig olyan Pozsony vármegyei községekhez tartozott, melyeknek központja a Nagy-Duna balpartján, a Csallóközben volt. Ezek név szerint: Doborgaz, Keszölcés, Süly és Vajka. Ezek a településrészek régóta lakottak, a szigetközi halászat jelentős központjai voltak. A 19. század végétől összetartozásukat és anyaközségeiktől való viszonylagos különállásukat az is erősítette, hogy az állami anyakönyvezés bevezetésétől kezdve önálló anyakönyvi kerületet alkottak Vajkaszigeti anyakönyvi kerület néven.
Az 1920-ban meghúzott országhatár a Nagy-Duna lett, és a csallóközi községek Szigetközbe eső határrészeit elszakította tőlük. Emiatt 1921-ben ezen a Magyarországon maradt területen három új község alakult: Vajka és Süly határából Cikolasziget, Keszölcés határából Sérfenyősziget, Doborgaz határából pedig Doborgazsziget.
Doborgazszigetet 1937-ben Sérfenyőszigethez csatolták, amely 1969-ben egyesült Cikolaszigettel Dunasziget néven.

## Közélete

### Polgármesterei
- 1990–1994: Varga Gizella (független)[4]
- 1994–1998: Varga Gizella (független)[5]
- 1998–2002: Tóth István (független)[6]
- 2002–2006: Tóth István (független)[7]
- 2006–2010: Tóth István (független)[8]
- 2010–2010: Tóth István (független)[9]
- 2011–2014: Cseh Benjamin Csaba (független)[10]
- 2014–2019: Cseh Benjamin Csaba (független) (független)[11]
- 2019–2024: Cseh Benjamin Csaba (független)[12]
- 2024– : Dr. Husvéth Béla (független)[1]

A településen 2011. február 27-én időközi polgármester-választást kellett tartani, mert az előző faluvezetőnek megszűnt a polgármesteri jogállása a tisztséggel összefüggő bűncselekmény miatt. Tóth Istvánt a Győr-Moson-Sopron Megyei Bíróság végzésében megrovásban részesítette, ám annak következtében 2010. november 10-ével megszűnt a polgármesteri jogviszonya; az időközi választáson való indulásra viszont jogosult maradt és élt is e lehetőséggel. A voksolás eredményeként azonban, igen szoros küzdelemben (770 érvényes szavazatból, három jelölt közül, a végső győzteshez képest mindössze három szavazattal lemaradva) csak a második helyet érte el.

## Népesség
A település népességének változása:
A 2011-es népszámlálás során a lakosok 87,4%-a magyarnak, 0,2% bolgárnak, 4,1% németnek, 0,2% románnak, 1,9% szlováknak mondta magát (11,9% nem nyilatkozott; a kettős identitások miatt a végösszeg nagyobb lehet 100%-nál). A vallási megoszlás a következő volt: római katolikus 74,6%, református 1,2%, evangélikus 0,1%, felekezeten kívüli 6,4% (17,5% nem nyilatkozott).
2022-ben a lakosság 85%-a vallotta magát magyarnak, 6,1% szlováknak, 2,7% németnek, 0,2% cigánynak, 0,2% románnak, 0,1-0,1% szerbnek, horvátnak, bolgárnak, ukránnak, ruszinnak és szlovénnek, 2,9% egyéb, nem hazai nemzetiségűnek (10,9% nem nyilatkozott; a kettős identitások miatt a végösszeg nagyobb lehet 100%-nál). Vallásuk szerint 45,5% volt római katolikus, 1,6% református, 0,4% görög katolikus, 0,3% evangélikus, 0,6% egyéb keresztény, 0,9% egyéb katolikus, 9,2% felekezeten kívüli (41,4% nem válaszolt).
| év   | lakosságszám | adat forrása |
| 2013 | 1492         |              |
| 2014 | 1501         |              |
| 2015 | 1578         |              |
| 2016 | 1591         |              |
| 2017 | 1631         |              |
| 2018 | 1637         |              |
| 2019 | 1677         |              |
| ---- | ------------ | ------------ |

## Nevezetességei
- Jézus Szíve római katolikus templom
- Millenniumi Emlékkereszt (2000)
- Szabadstrand+Strandbüfék/Csavart fagylalt
- Emlékpark
- Tündérsziget Ökopark

## További információk

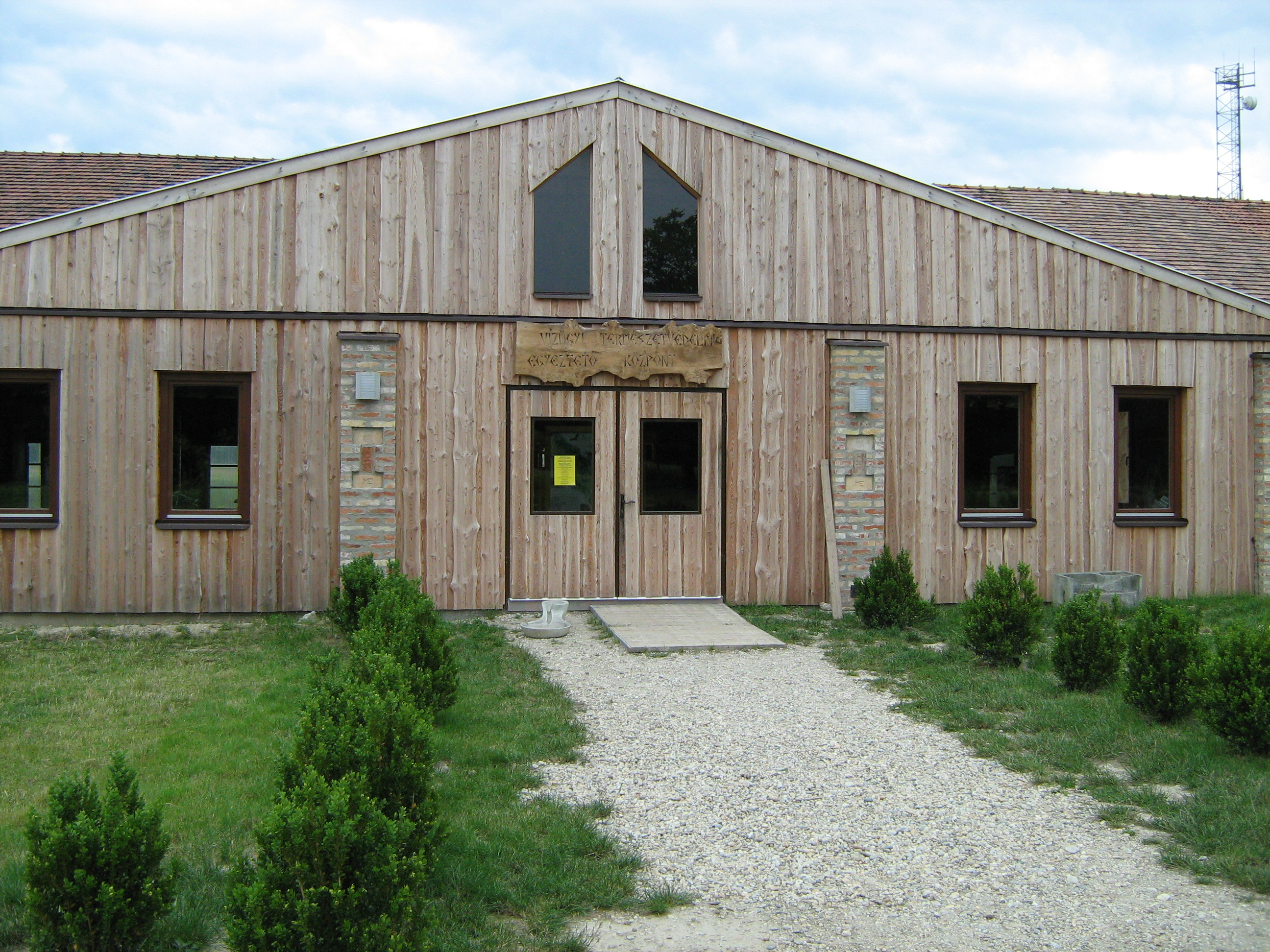
Vízügyi Természetvédelmi Egyeztető Központ